# Pomeranceva
Pomeranceva är en kulle i Antarktis. Den ligger i Östantarktis. Australien gör anspråk på området. Toppen på Pomeranceva är 900 meter över havet.
Terrängen runt Pomeranceva är huvudsakligen kuperad, men västerut är den platt. Trakten är obefolkad. Det finns inga samhällen i närheten.